# Therese Köstlin
Sofie Josefine Therese Köstlin (* 30. Mai 1877 in Maulbronn; † 8. März 1964 in Stuttgart) war eine deutsche Lyrikerin und Liedtexterin. Zu ihren Lebzeiten zählte sie zu den bekanntesten schwäbischen Autorinnen.

## Leben

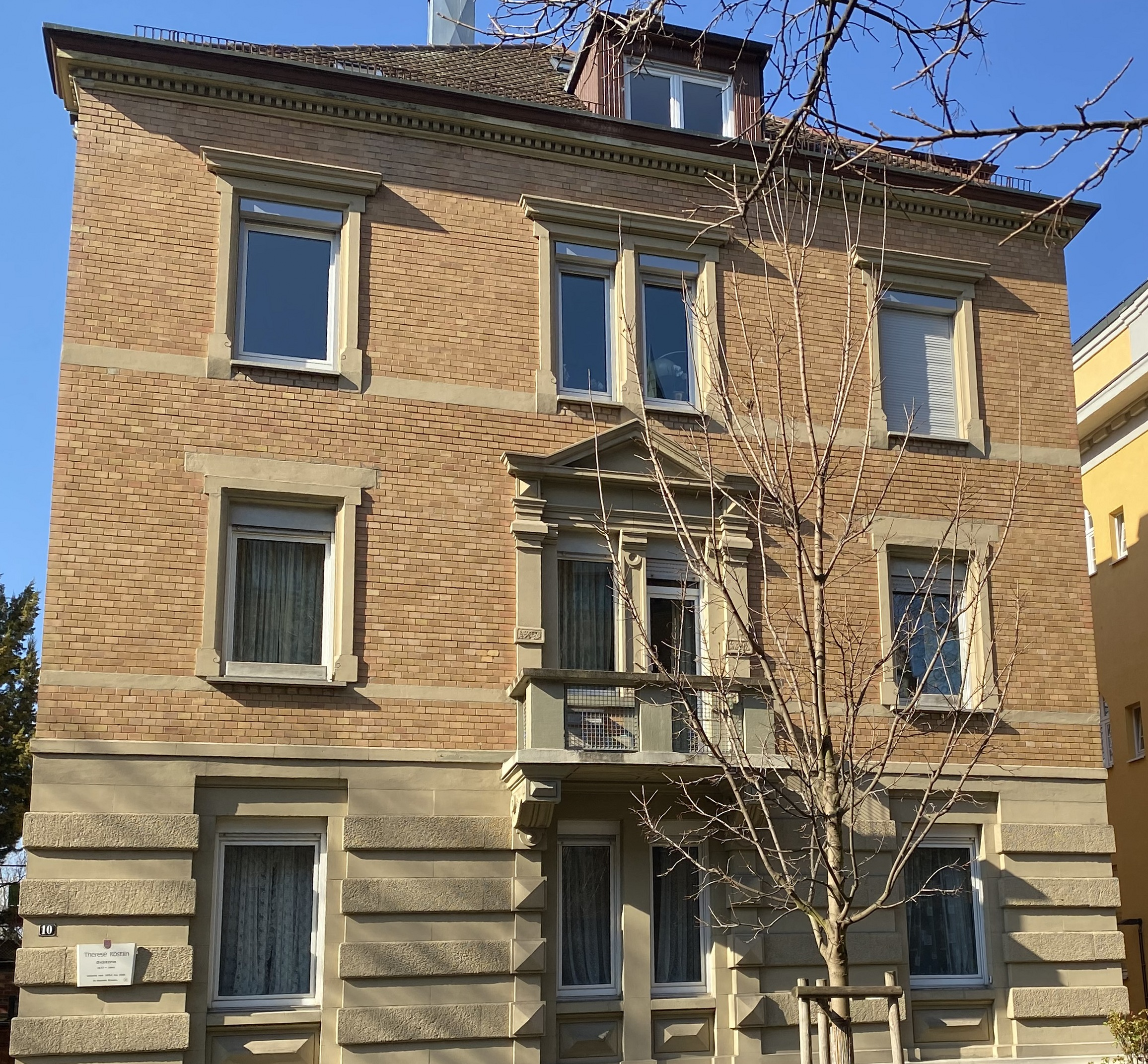
Ehemaliges Wohnhaus von Therese Köstlin in Stuttgart-Bad Cannstatt (Daimlerstraße 10)

Therese Köstlin entstammte der weitverzweigten württembergischen Familie Köstlin. Sie wurde Ende Mai 1877 in der Gemeinde Maulbronn im damaligen Neckarkreis geboren, wo ihr Vater Heinrich Adolf Köstlin (1846–1907) zu jener Zeit als Pfarrer tätig war. Ihre Mutter war Sofie Gerok (1847–1930), eine Tochter des Theologen und Lyrikers Karl Gerok (1815–1890).
Therese, das einzige Kind des Ehepaares, wuchs an wechselnden Wohnorten auf. Bedingt durch die Berufung ihres Vaters als Professor an das Theologische Seminar Friedberg zog ihre Familie zunächst 1883 nach Friedberg (Hessen), nach der Wahl des Vaters zum Oberkonsistorialrat und Superintendenten der Provinz Starkenburg dann 1891 nach Darmstadt und 1895 nach Gießen, wo Heinrich Köstlin als Professor an der Universität lehrte. Letztlich übersiedelte die Familie im Jahr 1904 nach Bad Cannstatt in die Karlstraße 10 (heute Daimlerstraße). Nach dem Tod des Vaters wohnten Therese und ihre Mutter in verschiedenen Wohnungen in Cannstatt, bis sie dann von 1919 bis 1930 in der Ulrichstraße 25 (heute Teinacher Straße) gemeldet waren. Nach dem Tod der Mutter zog Therese 1930 zunächst in ein Heim für alleinstehende Frauen nach Ludwigsburg. Als dies 1936 durch die Nationalsozialisten geschlossen wurde, übersiedelte sie wieder nach Bad Cannstatt in die Kreuznacher Straße 11. Dies Haus gehörte dem Evangelischen Verein Cannstatt, der dort ein Töchterheim und einen Speisesaal betrieb. Nach 1945 wohnte Therese Köstlin in Stuttgart-Hedelfingen, zunächst in der Rohrackerstraße 170   und die letzten Jahre bis zu ihrem Tod im Haus ''Frauenheimat''.
Geprägt durch ihren familiären Hintergrund, hatte Köstlin bereits früh mit dem Schreiben von Gedichten begonnen, die oft religiöse Inhalte hatten. Von 1895 an bis in die 1920er Jahre veröffentlichte sie zahlreiche Gedichte, die in Zeitschriften und Kalendern, aber auch in Gedichtsammlungen und Anthologien erschienen.
Der Germanist Otto Güntter, der Vorsitzende des Schwäbischen Schillervereins, ernannte sie 1918 gemeinsam mit den weiteren schwäbischen Autoren Hans Heinrich Ehrler, Anna Schieber, Wilhelm Schussen und Auguste Supper ehrenhalber zum korrespondierenden Mitglied des renommierten Vereins. Damit zählte sie damals zu den insgesamt zwölf lebenden Schriftstellern, die in der Weimarer Republik direkt mit dem Schwäbischen Schillerverein verbunden waren.
Die Dichterin hatte zwar keine Geschwister, jedoch einen großen Verwandten- und Freundeskreis. Mit den schwäbischen Schriftstellerinnen Emma Aberle, Gertrud Goes, Gertrud Klett, Isolde Kurz, Anna Schieber und Auguste Supper war sie freundschaftlich verbunden. Köstlin stand auch in brieflichem Kontakt zu anderen prominenten Persönlichkeiten ihrer Zeit. Zu diesen zählte Elly Heuss-Knapp, die ihr gegenüber zu Beginn des Ersten Weltkriegs 1915, als ihr Ehemann Theodor Heuss seine Kriegsbroschüren herausbrachte, bekannte: „Ich empfinde es als Heuchelei, wenn wir beginnen, den Krieg an sich zu loben...“
Therese Köstlin blieb zeitlebens unverheiratet. Ihre letzten Lebensjahre verbrachte sie im Altersheim „Frauenheimat“ in Stuttgart-Hedelfingen. Am 8. März 1964 starb sie im Alter von 86 Jahren in Stuttgart und fand ihre letzte Ruhestätte im Grab ihrer Eltern auf dem Uff-Friedhof in Stuttgart-Bad Cannstatt. Dieses Grab ist erhalten, es trägt jedoch keinerlei Hinweis auf die Dichterin.

## Werk

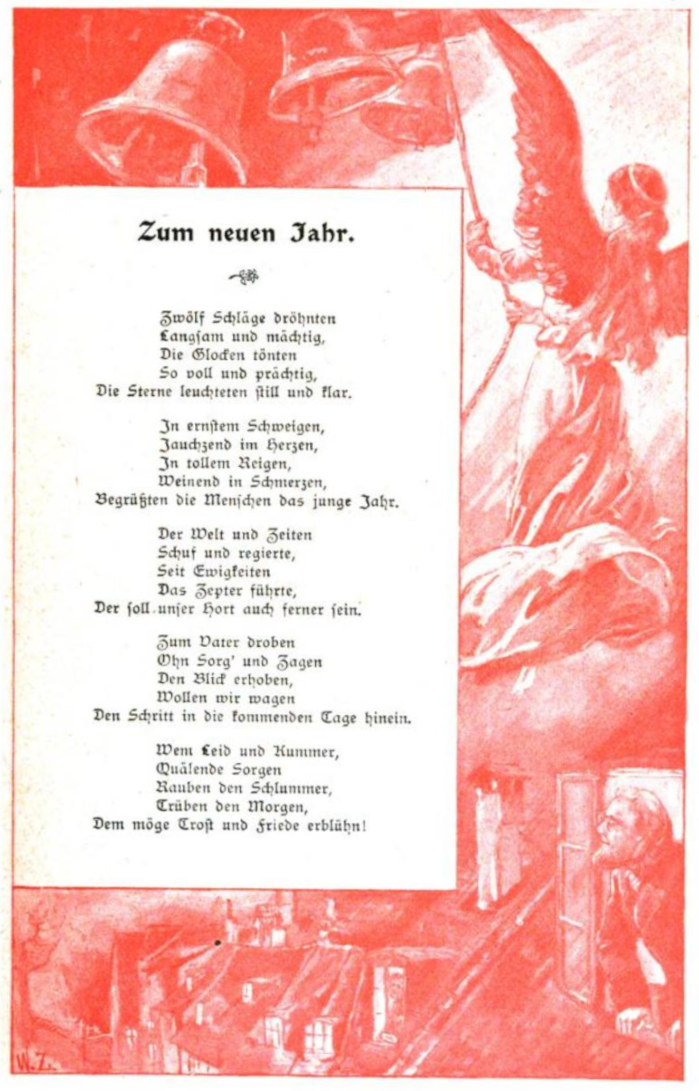
Die erste von zwei Seiten des Gedichts Zum neuen Jahr, abgedruckt im Daheim-Kalender für das Jahr 1901, illustriert von W. Zehme

Als sie 18 Jahre alt war, veröffentlichte Köstlin in Gießen ihr erstes Werk mit dem Titel In der Stille erblüht: als Dankesgruss für empfangene Liebe und Freundschaft den Treuen in Nähe und Ferne dargebracht (1895).
Im Verlag Ricker in Gießen erschien 1899 ihr 72 Seiten umfassendes Werk Bilder aus Geschichte und Leben in Gedichten. Es beinhaltete eine Zusammenstellung von 38 Gedichten mit Titeln wie Hektor und Ajar, Des Wickings Todesfahrt, Kaiser Heinrich des Vierten Letzte Weihnacht, Zur Einweihung des Nord-Ostsee-Kanals (1895) oder Der sterbende Schwabenkrieger bei Wörth, in denen sie geschichtliche Ereignisse und Sagen in lyrischer Form – insbesondere für Mädchen – aufbereitet hatte. In einem „Beiwort“ zum Buch äußerte die Autorin ihre Gedanken dazu wie folgt:

„Es fehlt für den Unterricht in der Geschichte, insbesondere an den Töchterschulen, an Anschauungsbildern, die den oft trockenen Stoff beleben. Nun giebt es ja Gedichte, weit bessere, als die vorliegenden, die diesen Zweck erfüllen; aber solcher, die ohne weiteres den Mädchen in die Hand gegeben, auf allen Stufen zum Vortrag gebracht und gelernt werden können, sind es nicht allzu viele. Hier können diese Gedichte vielleicht eine Lücke ausfüllen und einen Dienst leisten.“

Die Zeitschrift Daheim druckte 1901 ihr Gedicht Zum neuen Jahr in dem jährlich erscheinenden Daheim-Kalender an prominenter Stelle auf zwei Seiten, unterlegt mit farbigen Illustrationen von Werner Zehme.
Im Haus- und Feldbuch schwäbischer Erzähler, das Otto Güntter 1916 veröffentlichte, war neben 16 weiteren zeitgenössischen Schriftstellern auch Therese Köstlin vertreten. Auch Hans Heinrich Ehrler und Hermann Missenharter nahmen 19 Gedichte von Köstlin in ihre Sammlung zeitgenössischer schwäbischer Lyrik auf, die 1919 unter dem Titel Das schwäbische Liederbuch erschien.
Ihre in Buchform erschienenen Gedichtsammlungen wurden teilweise mehrfach aufgelegt. Zu ihren Lebzeiten wurde zuletzt im Jahr 1951 eine Zusammenstellung von Gedichten aus ihren zuvor einzeln erschienenen Werken in dem kleinen Verlag ihrer weitläufigen Verwandten Elsbeth Stockmayer in Ludwigsburg herausgegeben.

## Werke (Auswahl)
zu Lebzeiten

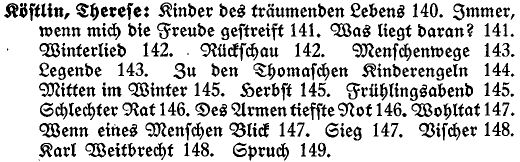
Gedichte von Therese Köstlin im Schwäbischen Liederbuch (1919)

- In der Stille erblüht: als Dankesgruss für empfangene Liebe und Freundschaft den Treuen in Nähe und Ferne dargebracht. Von Münchow’sche Universitäts-Druckerei, Gießen 1895 und 1897.
- Bilder aus Geschichte und Leben in Gedichten. Ricker, Gießen 1899.
- Der Wahrheitssucher: ein Weihnachtsfestspiel in 3 Abt. Darmstadt 1902.
- Gib acht auf die Gassen! Gedichte, Stuttgart 1904.
- Unter dem himmlischen Tage. Gedichte, Eugen Salzer, Heilbronn 1911.
- Freude, liturgisches Weihnachtsspiel für Kinder. Wartbuchbuchhandlung, Darmstadt 1914.
- Unpraktische Leute. Verlag für Volkskunst R. Keutel, Stuttgart 1915.
- Abglanz. Gedichte, Strecker & Schröder, Stuttgart 1916.
- Vorwärts und Durch! Kriegslieder. Kohlhammer, Stuttgart 1916.
- Köstlin, Therese. In: Hans Heinrich Ehrler, Hermann Missenharter (Hrsg.): Das schwäbische Liederbuch. Eine Auswahl aus der zeitgenössischen schwäbischen Lyrik. Band 2. Strecker & Schröder, Stuttgart 1919, S. 140–159.
- Das stille Königreich: eine Auswahl religiöser deutscher Dichtungen aus alter und neuer Zeit. Strecker & Schröder, Stuttgart 1920.
- Traum und Tag. Gedichte, Eugen Salzer, Heilbronn 1922.
- Gedichte (Auswahl aus: „Abglanz“, „Traum und Tag“, „Unter dem himmlischen Tage“). Stockmayer, Ludwigsburg 1951.

posthum
- Gedichte. Nachdruck. Hess, Ulm 1977, OCLC 74367949.
- Bilder aus Geschichte und Leben in Gedichten. Reprint. De Gruyter, Berlin / Boston 2021, doi:10.1515/9783112375020 (Nachdruck der Ausgabe von 1899).

## Gedenken

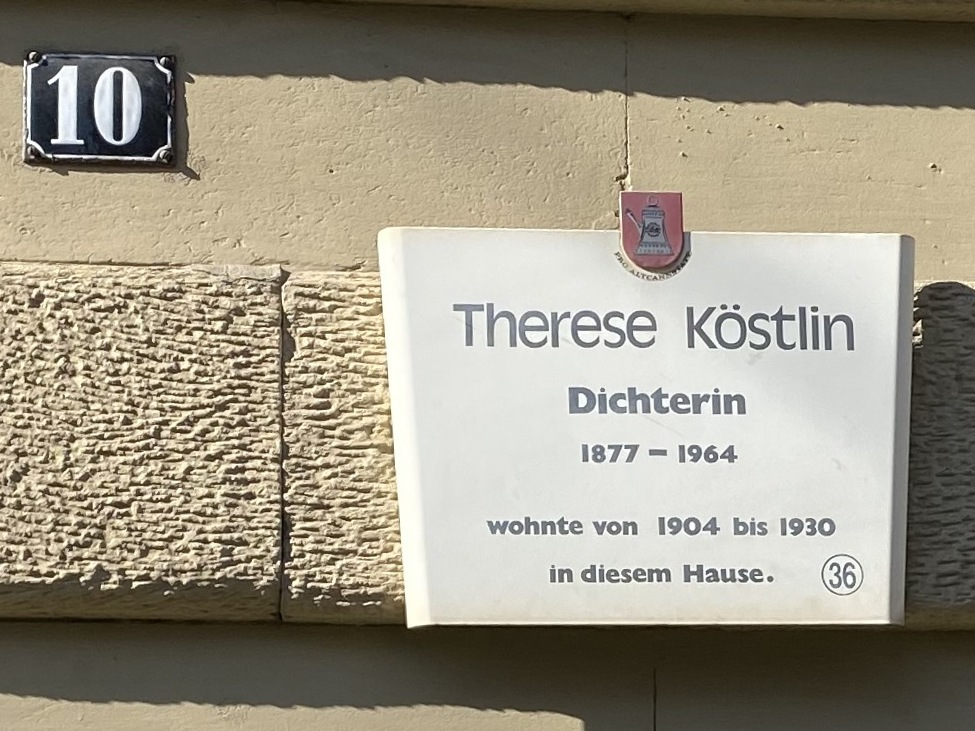
Gedenktafel an Köstlins Wohnhaus in Stuttgart-Bad Cannstatt

Der Verein Pro Alt Cannstatt ließ an Köstlins ehemaligem Wohnhaus in der Daimlerstraße 10 in Bad Cannstatt eine Gedenktafel für sie anbringen. Diese Tafel ist Bestandteil des insgesamt 100 Stationen umfassenden Historischen Pfades durch Bad Cannstatt.